# President's Cup (tenis)
El President's Cup es un torneo de tenis celebrado en Astaná (Kazajistán) desde 2007. El evento forma parte del ATP Challenger Tour y se juega en canchas duras.

## Finales anteriores

### Individuales
| Año      | Campeón               | Finalista           | Resultado      |
| -------- | --------------------- | ------------------- | -------------- |
| 2021 (2) | Andrey Kuznetsov      | Jason Kubler        | 6–3, 2–1 ret.  |
| 2021 (1) | Max Purcell           | Jay Clarke          | 3–6, 6–4, 7–66 |
| 2020     | No celebrado          | No celebrado        | No celebrado   |
| 2019     | Evgeny Donskoy        | Sebastian Korda     | 7–65, 3–6, 6–4 |
| 2018     | Sebastian Ofner       | Daniel Brands       | 7–65, 6–3      |
| 2017     | Egor Gerasimov        | Mikhail Kukushkin   | 7–69, 4–6, 6–4 |
| 2016     | Evgeny Donskoy (2)    | Konstantin Kravchuk | 6-3, 6-3       |
| 2015     | Mikhail Kukushkin (2) | Evgeny Donskoy      | 6–2, 6–2       |
| 2014 (2) | Ričardas Berankis     | Marsel Ilhan        | 7-5, 5-7, 6-3  |
| 2014 (1) | Andrey Golubev (3)    | Gilles Müller       | 6–4, 6–4       |
| 2013     | Dudi Sela             | Mikhail Kukushkin   | 5-7, 6-2, 7-66 |
| 2012     | Evgeny Donskoy (1)    | Marsel İlhan        | 6-3, 6-4       |
| 2011     | Mikhail Kukushkin (1) | Serguéi Bubka       | 6-3, 6-4       |
| 2010     | Ivan Dodig            | Igor Kunitsyn       | 6-4, 6-3       |
| 2009     | Andrey Golubev (2)    | Illya Marchenko     | 6-3, 6-3       |
| 2008     | Andrey Golubev (1)    | Laurent Recouderc   | 1-6, 7-5, 6-3  |
| 2007     | Mikhail Ledovskikh    | Björn Phau          | 7-6, 7-3       |

### Dobles
| Año      | Campeón                                     | Finalista                           | Resultado          |
| -------- | ------------------------------------------- | ----------------------------------- | ------------------ |
| 2021 (2) | Hsu Yu-hsiou Benjamin Lock                  | Oleksii Krutykh Grigoriy Lomakin    | 6–3, 6–4           |
| 2021 (1) | Hsu Yu-hsiou Benjamin Lock                  | Peter Polansky Sergiy Stakhovsky    | 2–6, 6–1, [10–7]   |
| 2020     | No celebrado                                | No celebrado                        | No celebrado       |
| 2019     | Andrey Golubev Aleksandr Nedovyesov         | Chung Yun-seong Nam Ji-sung         | 6–4, 6–4           |
| 2018     | Mikhail Elgin Yaraslav Shyla                | Arjun Kadhe Denis Yevseyev          | 7–5, 7–66          |
| 2017     | Toshihide Matsui Vishnu Vardhan             | Evgeny Karlovskiy Evgeny Tyurnev    | 7–63, 6–75, [10–7] |
| 2016     | Yaraslav Shyla Andrei Vasilevski            | Mikhail Elgin Alexander Kudryavtsev | 6-4, 6-4           |
| 2015     | Konstantin Kravchuk (3) Denys Molchanov (3) | Chung Yunseong Djurabeck Karimov    | 6–2, 6–2           |
| 2014 (2) | Serguéi Bubka Marco Chiudinelli             | Ti Chen Liang-chi Huang             | 6-3, 6-4           |
| 2014 (1) | Sergey Betov Alexander Bury                 | Andrey Golubev Evgeny Korolev       | 6-1, 6-4           |
| 2013     | Riccardo Ghedin Claudio Grassi              | Andrey Golubev Mikhail Kukushkin    | 3-6, 6-3, 10-8     |
| 2012     | Konstantin Kravchuk (2) Denys Molchanov (2) | Karol Beck Kamil Čapkovič           | 6-4, 6-3           |
| 2011     | Konstantin Kravchuk (1) Denys Molchanov (1) | Arnau Brugués-Davi Malek Jaziri     | 7-64, 6-71, 10-3   |
| 2010     | Colin Fleming Ross Hutchins                 | Michail Elgin Alexandre Kudryavtsev | 6-3, 7-610         |
| 2009     | Jonathan Marray Jamie Murray                | David Martin Rogier Wassen          | 4-6, 6-3, 10-5     |
| 2008     | Michail Elgin Alexandre Kudryavtsev         | George Bastl Marco Chiudinelli      | 6-4, 6-7, 10-8     |
| 2007     | Daniel Brands Adam Feeney                   | Kamil Čapkovič Ivan Dodig           | 6-2, 6-4           |